# 슈퍼 그랑죠
마동왕 그랑조트(魔動王グランゾート 마도킨구 그랑조트[*]))는 일본 선라이즈 제작의 판타지 로봇 애니메이션 작품이다. 1989년 4월 7일부터 1990년 3월 2일까지 니혼TV계열에서 전 41화가 방영되었으며, 2편의 OVA가 제작되었다.
1988년 《슈퍼 씽씽캅》의 흥행으로 선라이즈가 기획·제작하였으나, 전작과 스토리와 설정이 비슷하여 큰 인기를 끌지 못하였으며, 완구판매조차 이렇다 할 성과를 이루어내지 못하자 처음 기획했던 45화에서 4화를 줄여 41화로 조기종영되었다.
원작 제목은 《마동왕 그랑조트》한국에는 《번개전사 그랑죠》《번개전사 슈퍼 그랑죠》《하이퍼 그랑죠》라는 제목으로 비디오가 출시되어 큰 인기를 끌었으며, SBS가 개국하면서 《슈퍼 그랑죠》라는 제목으로 1991년 12월 9일 방영한 이후 더욱 큰 인기를 끌었고 이를 기반으로 비디오가 재생산되기까지 했다.
1993년에는 《피구왕 통키》와 같이 한 번 더 방영되면서 또다시 인기를 끌었고, 이 두 작품의 큰 영향으로 SBS는 애니메이션 부문에서 KBS, MBC를 훨씬 능가하는 성과를 올렸다.
1995년과 1998년에 재방영되어 한 번 더 인기를 끌었지만, 처음 방영되었던 1991년에서 수년이 흘러 주 시청층이 변화하였기 때문에 시청률이 과거보다는 저조하였다. 이후에는 지상파 방송에서는 다시 편성된 적이 없고 일부 케이블 채널에서 수 회 재방영되었다.

## 스토리

### 제1차 매지컬 대전
과거, 달표면에는 마법문명이 발달한 긴귀부족(이장족)이 살고 있었다. 수만, 수십만년의 시간이 지나는 동안에 긴귀부족은 여러 종으로 진화해나갔고, 어느 순간 그들 중 마동력과 지능이 뛰어난 일족이 탄생하였다. 긴귀부족과 귀모양이 약간 다른 이 일족은 마법과 우주에너지를 증폭시킬 수 있는 거신상을 만들기 시작하였다. 이에 긴귀부족은 "필요이상의 힘은 불행을 부른다"고 하며 거신상의 제작을 반대하였으나 얼마 후 완성되었고, 머지 않아 천재지변이 일어나게 되어 달이 파괴될 위험에 처하게 된다. 이에 위기감을 느낀 긴귀부족들은 그 거신상을 파괴하려고 애썼지만 상처하나 입히지 못하였다. 그러나 긴귀부족의 마법사들은 땅·바람·물의 마법진을 합쳐 빛의 마법진을 완성하게 되고, 그 거신상은 봉인되고 만다. 긴귀부족은 자신들의 반대에도 거신상을 제작하여 피해를 준 그 일족들을 용서하지 못하였다. 그리하여 다시는 달에 돌아오지 못하도록 차원의 일그러짐속으로 그 일족을 추방시켜버렸다. 다시 수만년의 세월이 흐르고, 차원의 일그러짐속에 추방당한 그 일족은 사동족(邪動族)이라고 스스로 칭하며 긴귀부족에게 복수를 다짐한다.

### 제2차 매지컬 대전
수많은 시간이 흘러 사동족은 강력한 마법의 힘과 메카닉을 발달시켰다. 그리고 긴귀부족중에서도 다시 마동력과 지능이 뛰어난 높은귀부족(고이족)이 등장하여 긴귀부족들의 우두머리가 되어 있었다. 높은귀부족은 사동족이 침략할 것이라 보아 마동왕 제작을 제안했으나, 다른 긴귀부족들은 과거 거신상 제작으로 인한 위험을 우려하여 마동력으로 격퇴할 것을 결정하였다.
마침내 이장족에 대한 복수와 거신상(암흑대사신) 탈취를 목적으로 사동족이 침략하였다. 사동족이 만든 9기의 사동신에 긴귀부족들은 무참히 당하기만 하였다. 이에 다시 위기를 느낀 높은귀부족은 하는수없이 거신상을 가동하였고, 그 압도적인 힘에 어둠의 9사동신은 대파되어 팔다리를 잃게 되었다. 하지만 그 거신상의 에너지는 또다시 폭주하기 시작하였으며 달표면을 쑥대밭으로 만들어 버렸다.(이 설정으로, 본 작품에서 9사동신은 팔·다리를 잃어 전투불능으로 출격할 수 없으며. 출격하려면 Dr. 바이블이 팔·다리의 파츠를 따로 제작해야 한다.)
이에 자신들이 직접 제어할 수 있는 거신상의 필요성을 느낀 긴귀부족들은 제어가능한 거신상을 만들기 시작하였고, 고이족이 처음에 만들려고 한 수호신을 모델로 하여 땅·바람·물의 정령을 지배하는 마동왕을 만들게 되었다. 빛의 3마동왕의 힘을 하나로 모아 암흑대사신은 다시 봉인되었으며, 긴귀부족은 폐허로 변한 달표면을 버리고 자신들이 거주할 새로운 땅을찾아 달 속으로 떠나게된다. 그리고 마법사들의 지도에 의하여 라비루나에 도착하여 그곳에서 평화롭게 살게 되었다.
반면 높은귀부족은 암흑대사신을 가동시키고 거대 거신상을 만들려고 했다는 이유로 달표면에 버려졌다. 이로써 높은귀부족과 긴귀부족 사이에는 앙심이 생겼다.
하지만 이 전쟁이 악영향만 끼친것은 아니었다. 이 전쟁으로 마동전사들의 평화를 바라는 마음은 시공을 초월하여 지구까지 퍼지게된다. 이 마음을 가진 지구인들은 달에 관련된 수많은 전설을 그 후손에게 남겨왔으며 그 지구인들의 일부는 마동전사의 기억이 남겨져 먼 후손에까지 전해지게 된다.

### 제3차 매지컬 대전
달표면에 남겨졌던 높은귀부족은 긴귀부족보다 마동력이 강하였다. 게다가 그중에는 그들을 버리고 간 긴귀부족을 원망하는 사람들도 여러 존재했다. 이때 높은귀부족 사이에서 아그라먼트가 태어나게 되었고, 그는 성장한 후에 사동족의 힘을 빌려 라비루나에 잠입하게 되었다. 원래 강한 마동력을 지니고 있었던 높은귀부족의 아그라먼트는 고명한 마법사 가문인 라마스 가의 일원이 되었고, 그 마동력을 인정받아 V의 칭호를 얻게 되었다.
긴귀부족으로부터 성지 루나와 마동왕의 비밀을 듣게 되자 아그라먼트는 사동족을 라비루나로 불렀다. 내부에 배신자가 있어 긴귀부족은 사동족을 이길 수 없었다.
이 전투의 대가로 아그라먼트는 라비루나 주둔군의 총수가 되어 암흑대사신의 부활에 앞장서나, 그의 마동력만으로는 부활이 불가능하여 그의 딸인 사유리를 유괴하였다. 하지만 아버지의 생각에 반대하고 있던 딸은 임신하고 있던 아들(라비/마리우스 폰 라마스)을 낳고 달표면으로 탈출하였다. 또한 이 전투로 인하여 라비루나를 지키고 있던 에너지가 달 표면으로 유출되어 과거 달에 긴귀부족이 살았을 때처럼 공기와 중력이 다시 생겨나게 되었다.

### TVA판의 내용
서기 2050년. 인간이 달표면에 세웠던 '월면기지 미루리스'가 달 표면에서 대지진을 감지하고 붕괴되는 사건이 발생한다. 하지만 붕괴후에도 미루리스의 연구자들은 죽지 않고 살았는데, 그 이유는 갑자기 생긴 공기와 중력 때문이었다. 이 이후로 인간들의 일부는 지구에서 달로 이주해 마을을 이루며 살게 되었다.
그로부터 반세기 후인 서기 2100년. 동네 복권에서 달여행 티켓을 손에 얻은 하루카 다이치는 달에서 자신의 제트보드를 타고 놀던 도중 오르골 소리를 듣고 튀어나온 "토끼인간" 구리구리와 만나게 된다. 갑작스런 혼란 속에 구리구리의 주거지로 굴러 떨어져 버리고, 그곳에서 구리구리의 할머니이자 대마법사인 V-메이를 만나게 되어 그들이 큰귀부족이라는 종족임을 알게 된다. 그런데 갑자기 그들의 적 사동족(邪動族)이 그곳을 공격하기 시작하고. 다이치는 얼떨결에 V-메이가 시키는 대로 마동기를 사용해 마동왕 그란조트를 소환하게 되고 적을 격추한다. 메이는 다이치야말로 사동족과 싸울 수 있는 "마동전사"라 판단하게 되고, 도중에 만난 소년 가스와 큰귀부족 라비와 함께 사동제국이 장악한 라비루나의 성지 루나를 구하기 위하여 숙명의 여행을 떠나게 된다.

## 등장인물

### 빛의 마동전사
하루카 다이치(국내명-장민호)
성우: 마츠오카 요코/이향숙 /박영남
지구출신의 초등학생이자 빛의 마동전사의 리더이자 대지와 불의 마동전사이다. 기계를 다루는 데 능숙하여 고장난 기계를 종종 고쳤다. 당근을 싫어한다.
가스(국내명-용)
성우: 마츠다 타츠야/이진화/이선주
예의범절이 좋고 키는 작지만 힘이 쎈 소년. 바람의 마동전사이다.
라비(마리우스 폰 라마스)(국내명-제롬)
성우:아다치 시노부/강미형
다이치, 가스와는 달리 지구인이 아닌 라비루나 큰 귀 부족 출신이자 라비루나 왕족의 왕자로 물의 마동전사이다.

### 라비루나
V-메이
성우: 스즈키 레이코/김은영/성선녀
75세로 아그라먼트(V-라마스), V-이마크와 함께 라비루나를 대표하는 3대 대마법사이다. 이름 앞에 붙는 V는 대마법사에게 주어지는 칭호이다. 다이치와의 우연한 첫 만남에서 그가 마동력의 소유자라는 것을 알고 3개의 마동기 중 하나인 총을 주었다. 이후 다이치와 함께 모험을 떠나게 된다. 주인공의 동료 중 가장 강한 마법을 구사하나 주문을 외워서 마법을 쓰기 때문에 14화에서 마키막키에게 입이 막혀 마법을 쓰지 못한 적이 있었다.
구리구리
성우: 하야시바라 메구미/최문자/정미연
큰귀족. 5세의 천진난만한 여자아이로 당근을 좋아하는 철부지. 말 끝에 '~구리'를 붙이는 입버릇이 있다. 여자아이임에도 불구하고 자신을 소개할 때 '나(ぼく)'를 쓴다. 대마법사 V-메이의 손녀이며, 구리구리 역시 마법을 쓸 수 있긴 하지만 성공확률이 너무 낮다.
극중에서는 자신이나 사물을 단거리 순간이동시킬 수 있었으며, 불을 피우는 마법을 쓸 줄 알았지만 끄는 방법을 몰랐다. 각종 사물을 당근으로 바꿀 수 있으며 구리구리의 마법이 실패할 경우 대신 당근이 소환될 가능성이 매우 높다. 물론 가끔 구리구리의 마법이 다이치 일행의 핀치를 구해준 적이 있다.
해피
성우: 하라 에리코
구리구리의 파트너로 달에 살고 있는 백색의 하늘다람쥐다. 인간과 이장족에게는 얌전하나 사동족이 가까이 오면 공격적으로 변한다.(1화에서 다이치를 사동족으로 오해해 화를 냈으나 인간임을 알고는 다시 얌전해졌다.) 실제로 사동신이나 사동왕 등장 때 털을 거꾸로 세워 화를 내서 사동족의 존재 여부를 알려준다.
흑무사/사유리
성우: 사유리 - 타키자와 쿠미코/ 흑무사(헬멧 내 음성 변조) - 코야스 타케히토
흑가면을 쓰는 자로서 정체를 숨겨놓고 상금을 노리려 하지만, 실제로는 행방불명된 아들의 수색과 아그라먼트의 야망 분쇄, 암흑대사신의 말살을 목적으로 하고 있다. 그의 정체는 제롬(라비=마리우스 폰 라마스)의 어머니이며, 라비루나의 왕족이자 아그라먼트의 딸로 드러냈다. 마지막화에서는 어둠의 마법진에 빨려들어 절명하였지만 개과천선하였던 아그라먼트의 목숨과 맞바꾸고 소생하였다.
V-이막
성우: 타키 마사야/온영삼/노민
메이, 아그라먼트와 함께 라비루나를 대표하는 3대 대마법사이다. 항상 회오리 바람을 몰고 다닌다.

### 사동족
아그라먼트
성우: 오가타 켄이치/온영삼 /노민
원래는 큰귀족으로 사유리의 아버지이자 라비/마리우스 폰 라마스의 할아버지로 지냈던 V-라마스였다. 거기다 V-메이, V-이마크와 함께 라비루나를 대표하는 마법사이기도 하다. 그러나 라비루나가 사동족의 힘에 의해 무너질 때 사동족과 맞서 싸우다가 그대로 사동제국의 사제가 되었다. 이후 라비루나 완전 제압을 계획하는 강력한 사동력을 사용하며 3사동왕과 9사동신을 통제하고 3사동사와 사동전사들을 통솔한다. 마지막에 손자인 라비를 잡아와 암흑대사신을 부활시키나 암흑대사신이 딸 사유리의 희생과 태양왕의 솔라 블레이드에 의해 격퇴된 이후 제정신을 되찾고 개과천선, 자신의 남은 목숨을 딸에게 내주어 소생시켜준다.
샤먼(데빌리우스)
성우: 야마데라 코이치/김준/홍시호
소환사
이름의 유래는 주술사로, 진짜 이름은 불명. 3사동사 중 한 명으로 화염의 사동왕인 와이버스트의 파일럿이다. 주술(어쩌면 소환술일 수도 있다.)과 검을 잘 다루는 주술사로 외모 역시 잘 생겼고 인간성도 나무랄 것 없지만 에느마로부터 '피가 얼어버린 것 같은 얼굴'이라고 평가받았을 정도로 냉정하고 입도 무겁다. 영웅/신/전사들이 생전에 쓰던 물건들과 유해(머리카락 등)로 부하를 만든다. 주제곡은 "太陽を凍らせろ".
에느마(데빌리아)
성우: 하야시바라 메구미/최문자/성유진
연금술사
3사동사 중 한 명으로 물의 사동왕인 히드람의 파일럿이다. 자칭 '사동제국 최고의 미인'. 냉혹하고 히스테릭하여 언제나 냉정하고 입이 무거운 샤먼을 싫어한다. 연금술사답게 약을 제조하는 기술이 뛰어나 동물들(특히 파충류와 갑각류, 곤충)에게 갖가지 이상한 재료로 만든 이상한 약을 먹여서 부하를 만들 수 있다. 사동제국 최고의 미인이라는 말답게 다수의 부하(특히 남자)들에게로부터 인기를 끌고 있다.(하지만 아이러니하게도 극중에서 사동제국에 에느마 이외의 여성이 존재하지 않는다.) 극중 등장하는 에느마의 목욕 씬(5화와 11화)은 국내 방영시 삭제되었고 5화와 11화 이후에는 한 번도 보여주지 않았다.
나브(데빌자이언트)
성우: 시마카 유타카/곽대홍
대장장이
3사동사 중 한 명으로 바람의 사동왕인 하비잔의 파일럿이다. 자칭 '사동제국 최고의 인텔리'로 적당히 큰 덩치에 강력한 근육과 뛰어난 손재주, 빠른 두뇌 회전을 자랑한다. 진흙인형을 만들고 거기에 특수능력이 있는 물건을 넣어서 부하(대부분 괴짜)를 만들 수 있으며 장기 실력도 뛰어나다. 극중에 나름대로 강한 카리스마를 보여주곤 했지만, 아쉽게도 후반에 암흑대사신에게 하비잔과 함께 먹혀버렸다.
Dr, 바이블(싸이코 박사)
성우: 타츠다 나오키/조동희/이재명
사동제국의 메카닉 공학자이지만, 사동족은 아니고 부패한 지구인 과학자(매드 사이언티스트)이다. 어쩌다 사동족을 지원하게 되었는지는 불명. 니진스키 박사와도 인연이 있는 듯 하다. 사동제국에서 메카닉과 파츠의 개발 등을 맡고 있으며 자기 자신에게 강한 자부심을 느끼는 괴짜지만, 장기 실력은 나브보다 낮은 편.(부정행위를 하려다가 나브에게 발각될 정도.) 초반에는 9사동신의 팔다리 파츠를 제작하였으나, 3마동왕의 데이터 분석 이후 생각하는 금속 '바이메탈'을 만들어 3사동왕을 제작하였다. 자신이 만든 메카닉 파츠를 웃으며 파괴하는 등 괴기한 모습을 보이기도 한다. 말버릇은 "키에에에에~~~~"
그룬왈드
성우: 세키 토시히코
OVA 최후의 매지컬 대전에 등장. 사동제국의 국왕 카노프스의 왕자.
제라가
성우: 후타마타 잇세이
OVA 최후의 매지컬 대전에 등장. 사동제국의 왕자 그룬왈드의 오른팔로, 바라드의 쌍둥이 형. 화염의 사동력을 다룬다.
바라드
성우: 시마다 빈
OVA 최후의 매지컬 대전에 등장. 사동제국의 왕자 그룬왈드의 왼팔로, 제라가의 쌍둥이 동생. 결빙의 사동력을 다룬다.

#### 샤먼/에느마/나브의 부하(사동전사) 일람
- 가라파치노

성우: 사사오카 시게조/노민
진흙인형에 칼을 넣어 만든 나브의 부하.
- 스넥켈

성우: 시마다 빈/이재명
모코브라에게 이상한 약을 먹여서 만든 에느마의 부하. 대사는 "~샤!"
- 포세

성우: 요시미즈 케이/조동희/노민
해신 포세이돈의 머리카락에서 소환한 샤먼의 부하.
국내판에서는 포세이돈(아쿠아비트)과의 혼동을 없애기 위해 '샤크'로 이름이 바뀌었다.
- 미러 맨

성우: 에바라 마사시/노민
진흙인형에 깨지지 않는 특수 거울 조각을 끼워 만든 나브의 부하. 대사는 "~다나!"
- 하리밧카

성우: 세키 토시히코/홍시호
고슴도치에게 이상한 약을 먹여서 만든 에느마의 수다쟁이 부하.
- 로진

성우: 메구로 코스케/문관일
넥타이를 맨 활의 명사수 로빈훗의 카피로 샤먼의 부하.
- 탄 바론

성우: 고리 다이스케/노민
진흙인형에 특수렌즈로 된 안경을 넣어 만든 나브의 부하. 대사는 "~가 보인다!"
- 카마킷드

성우: 시마다 빈/홍시호
사마귀 원형의 에느마의 부하.
- 사이 존

성우: 나카무라 히데토시/문관일
선글라스를 낀 닌자 카피의 샤먼의 부하. 이장족으로 위장해 샘에 맹독을 풀어 마지막 남은 매지카르고를 멸종시키려 했다.
- 마키막키

성우: 야마시타 케이스케
진흙인형에 찢어지지 않는 특수 두루마리를 넣어 만든 나브의 부하. 대사는 "~마키!"
- 배트 밴

성우: 토타니 코지/이재명
흡혈귀 드라큐라의 송곳니에서 만들어진 샤먼의 부하. 대사는 "~배트!"
- 사이드스탭퍼

성우: 시오야 코조
게에게 이상한 약을 먹여서 만든 에느마의 부하. 대사는 "~카니!"
- 나만즈

성우: 고리 다이스케/노민
메기 모양의 진흙인형으로 만든 나브의 부하. 대사는 "~만즈!"
- 캡틴 굿

성우: 이시즈카 운쇼
해적의 반지에서 만들어진, 피터 팬에 나오는 캡틴 후크와 비슷한 모습의 샤먼의 부하.
- 노코기란

성우: 메구로 코스케/홍시호
톱상어에서 만들어진 에느마의 부하. 대사는 "~기!" 톱으로 목재 다리를 끊어버렸다.
- 크라겐

성우: 시오야 코조
해파리 모양의 진흙인형으로 만든 나브의 부하. 대사는 "~뿌요!"
- 가리벤

성우: 토타니 코지/노민
아그라먼트 직속부하로 자칭 사동제국의 최고학자. 대사는 "~가리!"
- 데베르만

성우: 고리 다이스케/김준
아그라먼트 직속부하로 자칭 사동제국의 최고 중노동가.
- 매직 쿤

성우: 사사오카 시게조/조동희/곽대홍
아그라먼트 직속부하로 자칭 사동제국 최고의 마술사.
- 타브

성우: 고리 다이스케/노민
사동족이면서 당근을 좋아하는 나브의 괴짜 부하.
- 마그만도르

성우: 나카무라 히데토시/조동희/홍시호
에느마의 핸섬보이 부하로 봉제인형광.
- 도그

성우: 안자이 마사히로
나브의 부하로 6개의 성산에서 요들송을 부르던 산악 안내인. 31화에도 출연.
- 파이어 프린스

성우: 마츠모토 야스노리/홍시호
에느마의 폼생폼사 꽃미남 부하. 영어도 한다!
- 튤립 경

성우: 이나바 미노루/노민
나브의 부하인 주제에 에느마를 좋아하던 분수를 모르는 괴짜.
- 아이스반

성우: 하야미 쇼/홍시호
한번 넘어지면 10년씩 나이를 먹는 마법을 걸었던 미남자(?)로 샤먼의 부하.
- 온더락

성우: 시마다 빈/문관일
마법의 재채기를 유발시켜서 에느마에게 바칠 보석을 만들었던 미남자.(결과적으로 에느마에게 퇴짜맞았다.) 일본 간사이 지방 사투리가 특징.
- 코리고리

성우: 야마시타 케이스케/노민
마을 주민들을 쥐로 만들어서 부려먹던, 나브의 야구광 부하.
- 아이스바론

성우: 시오야 코조/홍시호
에느마의 부하. 하지만 얼음여왕에 관련된 일 때문에 에느마와 사이가 좋지 않았다.

### 조연 캐릭터
일부는 OVA판 모험편에도 등장.
- 오셀로

성우: 시오야 코조/온영삼/문관일
라비의 친구인 해적두목으로, 라비와 함께 아쿠아비트의 마동석을 훔치기도 하였다. 모험편에도 등장.
- 도미노 (도미노)

성우: 타츠다 나오키/이재명
오셀로의 부하이다. 모험편에도 등장.
- 네리

성우: 미츠노 에리(하라 에리코)/정미연
그 마을에서는 본인은 "미인 대열에 속하지 못한다"(사실 미인)하며 공주님이 굉장히 미인이라 했으나, 전혀 다른 미의식으로 일행이 당황하게 만들었던 여자.
- 라임

성우: 이토 미키/이진화
다이치가 실수로 프로포즈한 붉은귀족의 여자아이이다. 처음에는 인간족인 다이치를 사동족으로 오인했으나 나중에 진실을 알게 된 이후 다이치와 그란조트를 적극적으로 지지를 보낸다.
- 무카

겁쟁이라고 놀림받던 소년으로, 라비가 용기를 북돋아 주었다.
- 시크핵

성우: 키타카와 타쿠로
인도풍의 요가 노인이다.
- 스나비

성우: 타키자와 쿠미코
제 4지역에서 돌고래를 몰고 다니며 위험에 빠진 사람들을 구조하는 아주머니이다.
- 노아

성우: 니시하라 쿠미코
폭포에 침수 직전인 마을에 살던 소녀이다.
- 카린

성우: 타카모리 요시노
비눗방울 마을의 소녀이다.
- 고래

성우: 이나바 미노루
제 4지역을 받치는 고래.
- 미미

성우: 히사카와 아야
제 3지역의 원시마을의 소녀이다.
- 포노

성우: 정미연
얼음을 이용해 점을 치는 무녀이다.
- 니진스키 스카라바카야 박사

성우: 타츠다 나오키/이재명
달표면의 고고학자로 통칭 닌진(당근)박사. 솔라크라운의 열쇠가 되는 석판을 발견하였으며, 이장족의 존재를 계속 연구하고 있었다. 모험편에도 등장.
- 마치

성우: 마츠이 나오코/정미연
타브의 지배하에 있던 마을의 소녀로, 당근을 얻기 위해 횃불을 팔았다.
- 에리

성우: 미츠노 에리
공룡 타마라와 이야기가 가능한 초이족 소녀로, 다이치의 오르골에서 나는 소리와 똑같은 노래를 불렀다.
- 타마라

제 3지역에서 등장한 꼬마 드래곤으로, 사실 피닉스의 아이.
- 사라만드라

성우: 아리마 미즈카/최문자
타마라의 어머니로 제 3지역을 떠받드는 피닉스이다.
- 힐다

성우: 시라토리 유리
오렌다 마을의 소녀로, 라비를 오빠로 착각하였다.
- 샤벳트

성우: 쇼 마유미
재채기 마을의 소녀이다.
- 무사

행글라이더로 절벽을 건너려던 소년으로 다이치와 2인승 비행기를 제작하여 비행하였다.
- 얼음 여왕

성우: 카와나미 요코/최문자/성유진
제 2 지역의 얼음기둥의 주인으로 라비에 의해 깨어난다.
- 아야

성우: 사쿠마 레이/최문자
제 1지역에 등장하는 소녀이다.
- 기간테스

제 1 지역을 떠받드는 청동거인이다.
- 매지칼고

일행이 타고 다니는 멸종 위기종의 달팽이로 빛의 모래를 스스로 만들어내어 자가 치유가 가능하다.
- 하루카 다이키 (遙 大樹)

다이치의 아버지.
- 하루카 미에 (遙 美惠)

다이치의 어머니.
- 하루카 다이쿠 (遙 大空)

하루카 다이치의 남동생이다.

## 등장 메카닉

### 빛의 3마동왕
빛의 3마동왕은 제2차 매지컬대전시 폭주해버린 암흑대사신을 봉인하기 위해 만들어진 로봇이다. 기체 내부의 콕피트는 없으나 해당 로봇의 마법진의 모양을 따온 발판이 존재하여 자유롭게 이동이 가능하다.
그랑조트(국내명 - 그랑죠)
성우: 오오타키 신야/조동희/문관일
대지와 불길의 힘을 자유롭게 다루는 마동왕. 평지에서 매직 건에 원통형 탄환을 끼워 발사하면 육망성이 그려지며 페이스모드로 소환된다.(꽁꽁 얼어붙은 얼음판 위에서도 소환 가능) 파일럿은 하루카 다이치. 초반에 등장했을 시에는 붉은 색상의 기체였으나, 솔라 크라운의 힘을 얻은 뒤에는 백색의 기체로 등장한다. 땅의 마동왕인 만큼 수중전에는 약한 모습을 보인다. 윈자트와 아쿠아비트에 비해 전체적으로 출현 빈도가 가장 잦다. 중반부에 3사동왕에게 봉인되나, 솔라 크라운의 힘을 얻어 슈퍼 그랑조트로 부활하고 TV판 이후 OVA판 '최후의 메지컬대전'에서는 그룬왈드의 공격으로 파괴되나 피에나가 가진 아르테미나 파워를 통해 하이퍼 그랑조트로 부활한다. 마동왕 중 유일하게 말을 할 수 있어 다이치에게 전투시 조언을 해 준다.
다양한 마법을 구사 할 수 있으나 극히 일부를 제외하고는 마지막에는 엘디 카이져로 적을 제압한다.
- 그랑조트의 마법 일람
  - 에너지 볼트(Energy Bolt): 땅이 갈라지면서 지하에서 방출된 빛으로 적을 관통하는 마법으로 엘디 카이져가 등장하기 이전에 주력으로 사용하였다.
  - 플레임 봄버(Flame Bomber): 흉부에서 불꽃을 발사하여 공격하는 마법이다.
  - 록 세이버(Rock Saver): 지면에서 바위를 소환하는 마법으로 적의 공격을 방어한다. 간혹 바위 파편이 적을 공격할 때도 있다.
  - 디졸브 스파이어(Dissolve Spire): 빛의 삼각기둥에 적을 묶는 마법. 거의 등장하지 않는다.
  - 파이어 크롤러(Fire Crawler): 지면을 가르며 그위로 회전하는 불꽃으로 공격하는 마법이다.
  - 샐러맨더(Salamander): 몸이 불꽃으로 이루어진 작은 용 2마리를 소환한다.
  - 서클 가더(Circle Guarder): 육망성 모양의 마법진을 소환하여 적의 공격을 방어할 수 있다.
  - 익스플로드(Explode): 손에서 원형의 빛의 줄기를 만들어 방출한다. 거의 등장하지 않는다.

- 그랑조트의 병기 일람
  - 엘디 카이져(Erde Kaiser): 그랑조트에 탑승한 상태에서 〈지크·가이·프리즈〉를 외치면 불꽃형태로 탑승자의 손에서 소환된다. 검의 형태를 하고 있으며, 적을 벰과 동시에 〈일도양단, 엘디 카이져(一刀兩斷、 エルディカイザ)〉라고 외친다. 슈퍼 그랑조트로 파워 업 하면서 검에서 달리 파생된 기술이 여럿 등장하였다. 슈퍼 엘디 카이져로 파워 업 후에 무기의 외형이 약간 바뀐다.
    - 엘디 크래셔(Erde Crasher): 슈퍼 엘디 카이저의 검신부분을 움직여 적의 무기를 파괴하거나 빛의 탄환을 사출한다.
    - 가이아 드래곤(Gaia Dragon): 슈퍼 엘디 카이져를 손에 든 상태에서 〈제마가이 도르가 가이아 드래곤(ゼーマガイドルーガ ガイアドラゴン)〉을 외치면 발생한다. 지하에서 흑색의 드래곤(소설판에서는 마그마 드래곤)이 나와 그랑조트의 공격에 추진력을 보태준다.

윈저트(국내명 - 피닉스)
바람의 힘을 다루는 마동왕. 바람이 부는 곳을 향하여 활 시위를 당기면 리본 형상의 마법진이 등장하여, 천공에서 등장한다. 즉, 바람이 불지 않을 때엔 소환 자체가 불가능. 파일럿은 야마모토 가스. 기체의 색상은 녹색이나 그란조트와는 달리 힘을 얻은 뒤에도 색상의 변화가 적다. 바람의 마동왕인 만큼 비행능력이 있으며 지상전과 공중전 모두 능하다. 중반부에서 슈퍼 그랑조트를 라비루나에 돌리기 위해 에너지를 써버려서 봉인되나, 이후 성스러운 불산에서 기둥을 막고 있는 어둠의 마법진을 부수어 슈퍼 윈저트로 부활한다.
- 윈저트의 마법 일람
  - 블래스트 건(Blast Gun): 손에서 초록색 전기를 발생시켜 적을 공격하는 마법이다.
  - 비트 웨이브(Beat Wave): 가슴에서 용을 소환하여 공격하는 기술이다.
  - 선더 익스플로러(Thunder Explorer): 손에서 노란색 전기를 발생시켜 적을 공격하는 마법이다.
  - 윈드 리플렉터(Wind Reflector): 손에서 빛의 삼각형을 만든다. 이후 적의 공격이 삼각형에 닿게 되면 튕겨져 적에게 되돌아간다.
  - 이레이져 거스트(Eraser Gust): 윈저트 주변에 다수의 회오리를 만들어 날리는 마법으로, 적의 범위공격이나 잔상을 이용한 공격 등을 제거하는데 탁월하여 다양한 위기를 모면하는 데 사용되었다.
  - 일루전 미러(Illusion Mirror): 적의 눈을 속이기 위한 분신술이다.
  - 크리플 링(Cripple Ring): 양손에서 전기로 된 링을 만들어 던지는 기술이다.
  - 허리케인 스매셔(Hurricane Smasher): 양손에서 회오리를 형성하여 적을 공격하는 마법이다.

- 윈저트의 병기 일람
  - 슈트름 카이져(Strum Kaiser): 활로써, 윈자트에 탑승하여 〈지크·루·프리즈(ジーク・ル・フリーズ)〉를 외친 뒤 소환할 수 있다. 적을 격추시킬 때〈일발필중, 슈트름 카이져(一發必中、 シュトルムカイザ)〉라고 외친다. 슈퍼 윈저트가 된 이후에는 슈퍼 엘디 카이져와 마찬가지로 슈퍼 슈트름 카이져로 업그레이드 되며, 형태 역시 궁체(弓體)가 2개로 나뉘어 가운데에서 X자 형태로 교차하게 된다.

아쿠아비트(국내명 - 포세이돈)
물과 얼음의 힘을 다루는 마동왕. 마법의 팽이를 수면 위에 던지면 가로로 길쭉한 절구(?) 형상의 마법진이 등장하여, 물 속에서 떠오르듯 등장한다. 도구의 특성상 수중에서는 부를 수가 없고 게다가 수면 공간이 좁을수록 소환이 더욱 어렵기 때문에 비교적 3기의 마동왕 중 등장시 제약이 가장 큰 편이다.(하지만 어째서인지 아쿠아비트를 소환하기 매우 유리한, 광활한 바다가 주를 이루는 지형이 등장하였던 15화, 16화 등에서는 등장하지 않았고 그 때문에 잔모스 같은 일부 사동신과 싸워보지도 못했다.) 파일럿은 라비(마리우스 폰 라마스). 물의 마동왕인 만큼 지상전에서는 평범하나 수중전에는 강하다. 기체의 색상은 푸른색이며, 그랑조트와는 달리 힘을 얻은 뒤에도 색상의 변화가 적다. 중반부에서 윈저트와 함께 슈퍼 그랑조트를 라비루나에 돌리기 위해 에너지를 써버려서 봉인되나, 이후 영혼의 우물에서 슈퍼 아쿠아비트로 부활한다.
- 아쿠아비트의 마법 일람
  - 체인 브레이커(Chain Breaker): 아쿠아비트가 매 전투마다 주력으로 사용하는 마법으로 지면으로부터 물기둥을 뽑아내어 적을 공격한다.
  - 서펜트 클래스프(Serpent Clasp): 물의 뱀을 소환하는 마법이다.
  - 워터 월(Water Wall): 원형의 물로 된 막을 형성한다. 적의 공격이 닿으면 흡수해서 적에게 다시 돌려보낸다.
  - 프리즈 크러시(Freeze Crush): 물기둥으로 공격한 후 얼려서 파괴하는 기술이다.
  - 플라즈마 슛(Plasma Shoot): 몸이 황금으로 빛나 광선을 발사해 적을 파괴한다.

- 아쿠아비트의 병기 일람
  - 웨이브 카이져(Wave Kaiser): 아쿠아비트에 탑승해 〈지크·사라·프리즈(ジーク・サラ・フリーズ)〉를 외친 뒤 소환하는 양날창. 가운데를 분리하여 쌍검 형태로 사용할 수도 있다. 3기의 마동왕의 병기 중에서 가장 비중이 없는 편으로, 본편에서는 무기 이름도 외치지 않은 채 마법 쓰듯 소환하여 공격하는 장면이 비일비재 하였다. 적을 격추시킬 때〈일섬작열, 웨이브 카이져(一閃炸裂、ウェーブカイザー)〉라고 외친다. 슈퍼 아쿠아비트로 업그레이드 되면서 타 마동왕의 병기와 마찬가지로 슈퍼 웨이브 카이져로 업그레이드 된다. 타 마동왕의 병기와 달리 형태가 크게 변화하지는 않지만 더 길고 날카로워졌다.

### 어둠의 3사동왕
마동왕과 동등하게 싸울 수 있게 개발된 메카. 마동왕들과 마찬가지로 페이스 모드, 배틀 모드 등의 변신만이 전부가 아니라 마동왕에게 없는 비스트 모드로도 변형할 수 있다. 기적의 금속 〈바이메탈〉로 만들어져 약간의 상처라면 파일럿의 사동력으로 복구할 수 있을뿐더러 모든 공격에 대해 순간적으로 〈페이스 모드〉로 변형해 방어한다. 다만 바이메탈의 특성상 계속 손상되면 사동력을 한계까지 빨아들이는 결점이 있어서 첫 등장 시 사동력 과다소모로 파일럿들을 탈진상태까지 몰고 가, 그 후 사동에너지 제어장치를 장비한다.
와이버스트
그랑조트를 분석해서 만든 샤먼의 사동왕으로 그랑조트의 라이벌격 메카닉이다. 그랑조트가 불의 마동왕이라면 와이버스트는 불의 사동왕이라 할 정도로 능력이 그랑조트와 흡사하며 힘도 그랑조트만큼 강하다. 페이스 모드, 배틀 모드 등의 변신만이 전부인 마동왕과는 달리 머리가 둘 달린 와이번 형태로 변형할 수 있다. 나브의 하비잔과 에느마의 히드람이 암흑대사신(暗黒大邪神)에게 잡아먹혔을 때 샤먼과 와이버스트는 암흑대사신을 피해 다른 곳으로 자리를 옮겨 피신한 덕에 위기를 모면할 수 있었고 나중에 위기의 순간에서 탈출한 에느마와 함께 라비루나를 떠난다. 무장은 블레이드 슈바르츠(Blade Schwarz)이다.
- 와이버스트의 마법 일람
  - 파이어 하자드(Fire Hazard): 파이어 크롤러의 사동왕 버전.
  - 트랜스 링거(Trance Ringer): 사동력을 물리적인 힘으로 전환한 마법 주먹으로 강타한다.
  - 클로저 큐브(Closer Cube): 디졸브 스파이어의 사동왕 버전.
  - 마그마 브리더(Magma Breather): 땅에서 사동력을 모아 가슴에서 마그마를 뿜는다.
  - 클러스터 캐논(Cluster Cannon): 비스트 모드일 때 와이번 입에서 불덩어리를 쏜다.

하비잔
윈저트를 분석해서 만든 나브의 사동왕으로 윈저트의 라이벌격 메카닉이다. 윈저트가 바람의 마동왕이라면 하비잔은 바람의 사동왕이라 할 정도로 능력이 윈저트와 흡사하며 힘도 윈저트만큼 강하다. 페이스 모드, 배틀 모드 등의 변신만이 전부인 마동왕과는 달리 다른 사동왕처럼 인면조(하피) 형태로 변형할 수 있다. 최후에 암흑대사신에게 파일럿과 메카닉 통째로 잡아먹힌다. 무장은 레이저 슈바르츠(Laser Schwarz)이다.
- 하비잔의 마법 일람
  - 스트림 브레이커(Stream Breaker): 허리케인 스매셔의 사동왕 버전.
  - 라이트닝 버스터(Lightning Buster): 선더 익스플로러의 사동왕 버전.
  - 크레스트 엣지(Crest Edge): 다량의 날카로운 칼날을 발사해 공격한다.
  - 블랙 호러(Black Horror): 블랙홀을 만들어 삼킨다.
  - 오로라 밴디지(Aurora Bandage): 상대를 묶어버린다.

히드람
아쿠아비트를 분석해서 만든 에느마의 사동왕으로 아쿠아비트의 라이벌격 메카닉이다. 아쿠아비트가 물의 마동왕이라면 히드람은 물의 사동왕이라 할 정도로 능력이 아쿠아비트와 흡사하며, 힘도 아쿠아비트만큼 강하다. 페이스모드, 배틀모드 등의 변신만이 전부인 마동왕과는 달리 와이버스트, 하비잔과 마찬가지로 히드라 형태로 변형할 수 있다.(하지만 이름과는 달리 히드라보다는 해랑(바다늑대) 혹은 켈베로스와 비슷하게 생겼다) 게다가 아쿠아비트가 물 표면에서만 불러낼 수 있던 것과는 달리 히드람은 어디서든 부를 수 있다. 최후에 하비잔과 마찬가지로 암흑대사신에게 잡아먹혀 흡수되지만 나브와는 달리 에느마는 무사메탈의 태클을 기회로 위기에서 탈출한다. 무장은 스피어 슈바르츠(Spear Schwarz)이다.
- 히드람의 마법 일람
  - 다크 필드(Dark Field): 체인 브레이커의 사동왕 버전.

### 어둠의 9사동신
어둠의 9사동신은 사동왕과 함께 암흑대사신을 따르는 9기의 메카닉으로써 동물의 머리 형태를 띠고 있다. 제2차 매지컬 대전 이후 팔다리 없이 몸통만이 존재하고 있어서 출격 시에는 Dr. 바이블로부터 원본을 대신한 팔과 다리, 머리 파츠가 부착된다. 참고로 어둠의 9사동신은 마법이 아닌 과학기술(?)을 이용하여 개조되는 로봇이기에 3마동왕에는 없는 콕피트가 존재한다. 사실 어둠의 9사동신의 정체는 솔라 블레이드의 9조각으로, 최후에 모습을 되찾아 암흑대사신을 격멸하기 위해 사용된다.
사베이가검치호랑이의 형태를 하고 있는 사동신으로 〈번개〉속성을 지니고 있다. 9사동신 중 잔모스와 함께 가장 많이 출격.
- 사베이가 1호: 작품 내에서 최초로 출격한 사동신으로 샤먼이 탑승했다(2화). 출격 당시 완성품이 아닌 시험용으로써, 미숙한 조종실력의 다이치와 싸워 빠른 스피드와 강한 힘으로 그랑조트를 압도하였으나 다이치의 잠재된 마동력이 발동하면서 그랑조트의 록세이버에 의해 손상을 입고 말았다. 다행히 대파되지는 않았으나 일단 퇴각하였다. 이후 2호로 개량된 후 샤먼의 부하 로진이 탑승하게 된다.
  - 사베이가 1호의 마법 일람
    - 선더 디스트로이(Thunder Destroy): 한 손에 에너지를 모아서 적에게 쏘는 기술이다.

- 사베이가 2호: 파일럿은 로진이며 외형 자체는 1호와 같으나 왼손은 갈고리 형태의 드릴로, 오른손은 창으로 무장한 것이 특징이며 1호에서 부족한 부분이 상당 부분 개량되었다.
- 사베이가 3호: 파일럿은 노코기란이며 창과 전기톱으로 무장했으며 두부에 마동왕의 자료를 수집하고자 바이메탈로 만든 카메라가 장착되어 있다.
  - 사베이가 3호의 마법 일람
    - 파이어 샤크(Fire Shark): 흉부에 화염탄을 쏘는 기술이다. 번개 속성인 사베이가가 왜 화염 속성 사동력을 썼는지 의문. 하지만 땅과 불 속성의 그란조트에게 경직만을 줬을 뿐 제대로 된 피해를 입히지 못했다.

- 사베이가 4호: 파일럿은 코리고리이며 전신이 풀메탈 아머로 무장한 공방일체형. 기존의 사베이가와는 완전히 다른 모습을 하고 있다. 톱니바퀴로 변형하는 기능이 추가되었다.

메가록스큰뿔사슴의 형태를 하고 있는 사동신이다. 〈환상〉속성을 지니고 있다.
- 메가록스 프로토타입: 파일럿은 가라파치노. 팽이의 형태로 변형할 수 있다.
- 메가록스 1호: 파일럿은 카마키드이며 양팔에 낫 형상의 무기를 장비한 것이 특징이다.
- 메가록스 2호: 파일럿은 배트벤이며 프로토타입과 비슷하나 팽이 형태 변형이 희생된 대신 부족한 부분이 개량되고 기능도 더욱 발전되었다.

잔모스매머드(mammoth)의 형태를 하고 있는 사동신이다. 〈물〉속성을 지니고 있으며 사베이가와 함께 가장 많이 출격하였다.
- 잔모스 1호: 파일럿은 스네켈이다. 다이치와 가스가 처음으로 고전을 면치 못했던 사동신으로 왼팔에는 마법철구인 "아이언 바"를 장착했다.
- 잔모스 2호: 파일럿은 탄 바론으로 발치의 무한궤도와 왼팔의 3연장 발톱으로 무장했다.
- 잔모스 3호: 파일럿은 사이드 스테퍼. 수중전 대응형이지만 다리가 게의 형태로, 옆으로밖에 움직일 수 없다는 것이 치명적인 단점이다. 두부에 한 쌍의 에너지 캐논과 왼팔의 집게 팔로 무장했다.
- 잔모스 4호: 파일럿은 온더락. 전신이 풀메탈 아머로 무장한 공방일체형이다.

프테란다프테라노돈의 형태를 하고 있는 사동신이다. 〈바람〉속성을 지니고 있으나 주로 수중전에 이용된다.
- 프테란다 1호: 파일럿은 포세. 수중전에 약한 그란조트가 한동안 고전을 면치 못했던 상대이다.
- 프테란다 2호: 파일럿은 마키마키이다. 바람 속성에 알맞은 공중전 대응형으로, 변형 능력이 추가되었다.
- 프테란다 3호: 파일럿은 크라겐이다. 1호와 마찬가지로 수중전 대응형이며 이후 등장하는 사동왕과 마찬가지로 생각하는 금속 바이메탈을 사용했다.

트리플로스트리케라톱스의 형태를 하고 있는 사동신이다. 〈땅〉속성을 지니고 있기 때문에 대부분 지상전에 이용된다.
- 트리플로스 1호: 파일럿은 미러 맨으로 마동력을 반사할 수 있는 시스템을 갖고 있다.
- 트리플로스 2호: 파일럿은 사이 존이며 마동력을 반사할 수 있는 시스템과 더불어, 땅 속성에 알맞게 지상형의 변형 능력이 추가되었다.
- 트리플로스 3호: 파일럿은 캡틴 굿이며 프테란다와 마찬가지의 수중전 대응형으로 왼팔의 앵커(anchor)로 무장했다.

티라노쟈크티라노사우루스의 형태를 하고 있는 사동신이다.〈중력〉속성을 지니고 있다.
- 티라노쟈크 1호: 파일럿은 하리바카로 공방일체형이며 가시투성이의 로봇이다. 압도적인 힘으로 그란조트를 괴롭게 했으나 나중에 엘디 카이저의 첫 희생양이 되었다.
- 티라노쟈크 2호: 파일럿은 나만주로 원래는 지상전 대응형이지만 극중에서는 바다에서도 활약한다. 변형 능력이 추가되었으며 보조 장비로 바주카포와 비슷하게 생긴 파동 증폭 장치를 장착하고 있다.

케르베다케르베로스의 형태를 하고 있는 사동신이다. 〈빛〉과 〈어둠〉속성을 지니고 있다.
- 케르베다 1호: 파일럿은 가리벤이며 도끼와 기관포로 무장했으며 등에 공중 능력을 보조하는 버니어가 장비되었다. 가지고 있는 마동왕의 데이터를 이용하여 가스를 위기로 몰아넣었으나 라비의 기지로 대파된다.
- 케르베다 2호: 파일럿은 파이어 프린스로 기본적인 성능은 1호와 동일하나 버니어가 희생되고 변형기능이 추가되었다. 변형하면서 케르베로스의 3머리가 완성된다.

미노타로스미노타우로스의 형태를 하고 있는 사동신이다.〈불〉속성을 지니고 있다.
- 미노타로스 1호: 파일럿은 데베르만이며 가시가 달린 발판으로 무장했다. 아쿠아비트의 웨이브 카이져로 대파된다.
- 미노타로스 2호: 파일럿은 아이스반이며 가시가 없는 대신 변형능력이 추가되었다.

유니카이저유니콘의 형태를 하고 있는 사동신이다. 〈절개〉의 속성을 지니고 있다.
- 유니카이저 1호: 파일럿은 매직쿤. 제법 알맞게 검과 랜스, 방패로 무장하였다.
- 유니카이저 2호: 파일럿은 튤립. 위풍당당한 모습과는 달리 1호에 비해 무장이 감소하여 기병창 하나밖에 사용하지 못하지만 변형 능력이 추가되었다.

합체 사동신합체 사동신은 2체의 사동신을 합쳐 하나의 로봇으로 운용하는 것으로 일반적인 사동신에 비해 2배 이상의 위력이 있다. 극중에서는 사동왕을 쓰지 못하게 되었을 때 고육지책으로 사동왕 대신 출격시켰다.
- 잔베이가: 최초로 등장한 합체 사동신으로 잔모스와 사베이가를 합쳐 만들었으며 사동왕과 비슷한 수준의 사동력 외에도 듀얼 건담 어썰트 슈라우드와 비슷하게 왼쪽 어깨에는 미사일 런처를, 오른쪽 어깨의 캐논을 장착하는 등 다양한 무장을 지녔다. 파일럿은 타브.
- 프테라플로스: 프테란다와 트리플로스를 합쳐 만들었다. 불 공격을 하지만 하필이면 땅과 불 속성의 그랑조트에게 화염 저항력이 있었던지라 별다른 상대가 되지 못했다. 파일럿은 마그만토르.
- 메가로작크: 메가록스와 티라노작크를 합쳐 만들었다. 길이 좁아 그랑조트를 불러내지 못한 다이치를 위기에 빠뜨리지만, 슈퍼 윈쟈트에게 격파당했다. 건담과 상당히 유사한 형태와 머리를 지녔다.

### 그 외
암흑대사신(暗黒大邪神)
극중 후반에 아그라먼트의 사동력으로 부활시킨 기체. 본래는 최초의 마동왕이다.
헬메탈
사동제국군 주력 병기인 범용 양산 사동신으로 작품 내에서 사동제국의 잡병들이 탑승하던 기체이다. 기동전사 건담 시리즈의 자쿠와 진에 해당되며 한국식 이름은 지옥메탈.
- 헬메탈(양산형)

회색빛의 사병들이 타는 메카닉으로 페이스모드 상태에서는 '투구'를 연상케 하는 모습을 보인다. 굳이 마동력을 쓰지 않고 주먹을 내지르기만 해도 엄청난 손상을 입는다. 1화에서 2기, 2화에서 3기 등장하였다.
- - 헬메탈(양산형)의 병기 일람
    - 빔 포: 양 어깨에 각각 2문씩 총 4문의 대포가 부착되어있다. 작품 내에서는 사용하는 장면이 많지 않았다.
- 헬메탈(지휘관형)

청색빛의 메카닉으로 3화에서 샤먼이 타고 등장했다. 외형은 사병용과 동일하나 머리의 마크는 지휘관의 상징으로, 사병용에 비해 수가 적은 대신 여러 가지 무장이 추가되었다. 압도적인 조종실력으로 그란조트와 윈자트를 곤경에 빠트리나 다이치의 잠재된 마동력이 발동하여 큰 손상을 입고 만다. 다행히 대파되지는 않았으나 불행히도 그 이후 양산형 헬메탈에 비해 3화 이후 등장하지 않았다.
- - 헬메탈(지휘관형)의 병기 일람
    - 빔 포: 양 어깨에 각각 2문씩 총 4문의 대포가 부착되어 있다. 사격 시에는 4문의 포에서 동시에 발사된다.
    - 검: 샤먼이 사동력을 사용하여 소환하였으나 그때 바로 윈자트의 공격이 들어왔기 때문에 제때 사용하지도 못하고 사라졌다. 건담 시리즈의 건담들이 사용한 빔 샤벨과 비슷하게 생겼다.

무사메탈
헬메탈의 변형으로 흑무사가 사용한다.
마이클
파이어 프린스가 사용한 로봇. 전투용이 아닌 대회 시합용으로 사용되었다. 마지막에 구리구리에게 무너진다.
태양왕

### OVA판
사이클롭스
기간티스
다크 그랑조트

## 제작 스태프
| 기획                 | 선라이즈(サンライズ) |
| 원작                 | 야타테 하지메(矢立肇), 히로이 오지(広井王子) |
| 기획협력             | 레드 컴퍼니(レッドカンパニー) |
| 캐릭터 디자인        | 스튜디오 라이브(スタジオ・ライブ) |
| 메카닉 디자인        | 오가와라 쿠니오(大河原邦男) |
| 미술감독             | 이케다 시게미(池田繁美) |
| 촬영감독             | 오쿠이 아츠시(奥井敦) |
| 음악                 | 다나카 고헤이(田中公平) |
| 총감독               | 이우치 슈지(井内秀治) |
| 프로듀서             | 이토 히비키(伊藤響)NTV, 사가와 유코(佐川祐子)ASATSU 요시이 타카유키(吉井孝幸), 토미타 토시유키(富田民幸)SUNRISE |
| 각본                 | 나카 히로코(中弘子), 미츠이 히데키(三井秀樹) 다카하시 료스케(高橋良輔), 야마다 타카시(山田隆司) 이우치 슈지(井内秀治), 스즈키 요시타케(五武冬史) 히가 시즈무(比賀静夢), 아라카와 나루히사(荒川稔久) |
| 작화감독             | 아시다 토요오(芦田豊雄), 마츠시타 히로미(松下浩美) 우치야마 마사유키(内山正幸), 나카무라 아사요시(中村旭良) 엔도 유이치(遠藤裕一), 코우지나 히로시(神志那弘志) 이노우에 이이사쿠(井上栄作), 핫토리 노리카즈(服部憲知) 아오노 아츠시(青野厚司) |
| 게스트 캐릭터 디자인 | 아시다 토요오(芦田豊雄), 요시미츠 다카히로(吉松孝博) 우에스기 에미코(上杉恵美子) |
| 게스트 메카닉 디자인 | 후지 히로시(冨士宏) |
| 원화                 | 라이브 스튜디오スタジオライブ, 나카무라 프로덕션中村プロダクション 스타디움スタジオムー, 아르 애니메이션アニメアール 가인 스튜디오スタジオガイン, 카아탄 스튜디오スタジオかぁたん 마크 스튜디오スタジオマーク, 다쿠란케 스튜디오スタジオたくらんけ 라스트하우스ラストハウス                                                                                       |
| 애니메이션           | 다쿠란케 스튜디오スタジオたくらんけ, MAX 스튜디오スタジオMAX 프로젝트 팀 무プロジェクトチームムー, 웜뱃ウォンバット 에무 스튜디오スタジオ絵夢, 마크 스튜디오スタジオマーク 쿠마 스튜디오スタジオ九魔, ECHOエコーアニメーション G7 스튜디오スタジオG7, 라스트하우스ラストハウス 그룹 ZENグループZEN, 로망 애니메이션アニメ浪漫 나카무라 프로덕션中村プロダクション |
| 애니메이션 체크      | 구우지 요시후미(宮司好文), 모리 에츠시(森悦史) 코우모리 카즈히코(古森一彦), 나가사키 타카지(長崎隆治) 칸노 토시유키(菅野利之) |
| 색체설계             | 오에무라 레이코(植村礼子) |
| 색지정               | 모치다 타케시(持田武), 치바 켄지(千葉賢二) 노자키 키누요(野崎絹代), 타키구치 요시코(滝口佳子) 닛타 마사시(新田正史), 마츠시타 쿠미코(松下久美子) 다나카 리에코(田中理恵子), 후카다 사나에(深田早苗) |
| 특수효과             | 이소노 마츠코(磯野松子), 시바타 무츠코(柴田睦子) 코모리 야스히코(小森靖彦), 야마모토(山本)님 |
| 마무리               | 딘 스튜디오スタジオディーン, 보기 스튜디오スタジオボギー G7 스튜디오スタジオG7, 쿠마 스튜디오スタジオ九魔 저스트ジャスト |
| 배경                 | 아틀리에 무사アトリエ・ムサ, 현대제작집단現代製作集団, 그린グリーン |
| 촬영                 | 아사히 프로덕션旭プロダクション, 트랜스어츠トランスアーツ, 산호초珊瑚礁 |
| 음향제작             | 센다 케이코(千田啓子) |
| 효과                 | 요다 야스후미(依田安文)→카케야마 미치루(蔭山満) |
| 조정                 | 요다 아키요시(依田章良) |
| 녹음                 | 세이온 스튜디오整音スタジオ |
| 현상                 | 도쿄현상소東京現像所 |
| 편집                 | 누노지 유미코(布地由美子) |
| 타이틀               | 마키 프로덕션マキ・プロダクション |
| 설정협력             | 아사히나 요시카즈(朝比奈祥和), 요시카와 쵸지(吉川兆二) |
| 제작협력             | 쿠마 스튜디오スタジオ九魔, G7 스튜디오スタジオG7 |
| 제작진행             | 무카로시 히데오(村越秀夫), 요시무라 아키라(吉村章) 이치만다 토시야(市万田俊也), 미야기 신지(宮城信二) 이다 가즈유키(井田和行), 야마구치 료타(山口亮太) 사카모토 마사토시(坂本正俊), 이기라시 타쿠야(五十嵐卓哉) 야마모토 유스케(山本裕介), 마츠다 요시아키(松田喜明) 오오하시 치에오(大橋千恵雄)                                                                  |
| 설정제작             | 사토 준코(佐藤純子) |
| 홍보                 | 야마구치 스스무(山口晋)→이와가미 키신(岩上喜進)→스즈키 야스코(鈴木康子)NTV |
| 제작 데스크          | 이치만다 토시야(市万田利也), 미야시타 마사코(宮下政子)NTV |
| 콘티                 | 이우치 슈지(井内秀治), 타카하시 모토스케(高橋資祐) 카가와 유타카(香川豊), 후쿠다 미츠오(福田満夫) 하다카 마사미츠(日高政光), 콘도 노부히로(近藤信宏) 마츠우라 죠헤이(松浦錠平), 코우모토 쇼고(河本昇悟) |
| 연출                 | 후쿠다 미츠오(福田満夫), 히다카 마사미츠(日高政光) 카가와 유타카(香川豊), 콘도 노부히로(近藤信宏) 마츠우라 죠헤이(松浦錠平), 사토 이쿠로(佐藤育郎) 코우모토 쇼고(河本昇悟) |
| 기획제작             | 니혼TV |
| 제작                 | ASATSU, 선라이즈 |

## 관련 상품

### 영상매체
| 권수    | 제목                                      | 언어   | 형식                           | 화면 비율 | 매수 | 지역코드 | 재생 시간 (분) | 발매처                       | 발매일     | ASIN       |
| DVD     | DVD                                       | DVD    | DVD                            | DVD       | DVD  | DVD      | DVD            | DVD                          | DVD        | DVD        |
| ------- | ----------------------------------------- | ------ | ------------------------------ | --------- | ---- | -------- | -------------- | ---------------------------- | ---------- | ---------- |
| 1       | 魔動王グランゾート 第1巻                  | 일본어 | Color/Dolby/Mono               | 1.33:1    | 1    | 2        | 115            | 프론티어 웍스 Frontier Works | 2003/04/25 | B00008OJOH |
| 2       | 魔動王グランゾート 第2巻                  | 일본어 | Color/Dolby/Mono               | 1.33:1    | 1    | 2        | 115            | 프론티어 웍스 Frontier Works | 2003/04/25 | B00008OJOI |
| 3       | 魔動王グランゾート 第3巻                  | 일본어 | Color/Dolby/Mono               | 1.33:1    | 1    | 2        | 115            | 프론티어 웍스 Frontier Works | 2003/04/25 | B00008OJOJ |
| 4       | 魔動王グランゾート 第4巻                  | 일본어 | Color/Dolby/Mono               | 1.33:1    | 1    | 2        | 115            | 프론티어 웍스 Frontier Works | 2003/05/30 | B00008Z6UL |
| 5       | 魔動王グランゾート 第5巻                  | 일본어 | Color/Dolby/Mono               | 1.33:1    | 1    | 2        | 115            | 프론티어 웍스 Frontier Works | 2003/05/30 | B00008Z6UM |
| 6       | 魔動王グランゾート 第6巻                  | 일본어 | Color/Dolby/Mono               | 1.33:1    | 1    | 2        | 115            | 프론티어 웍스 Frontier Works | 2003/05/30 | B00008Z6UN |
| 7       | 魔動王グランゾート 第7巻                  | 일본어 | Color/Dolby/Mono               | 1.33:1    | 1    | 2        | 115            | 프론티어 웍스 Frontier Works | 2003/06/27 | B0001HDGK8 |
| 8       | 魔動王グランゾート 第8巻                  | 일본어 | Color/Dolby/Mono               | 1.33:1    | 1    | 2        | 138            | 프론티어 웍스 Frontier Works | 2003/06/27 | B0001HDGKI |
| 9       | 魔動王グランゾート 第9巻                  | 일본어 | Color/Dolby/Mono               | 1.33:1    | 1    | 2        | 130            | 프론티어 웍스 Frontier Works | 2003/06/27 | B0001HDGKS |
| DVD-BOX |                                           |        |                                |           |      |          |                |                              |            |            |
| -       | 魔動王グランゾート DVD-BOX                | 일본어 | Color/Dolby/Mono/ 한정판매상품 | 1.33:1    | 9    | 2        | 1073           | 무빅 movic                   | 2002/07/26 | B000068W7S |
| LD      |                                           |        |                                |           |      |          |                |                              |            |            |
| -       | 魔動王グランゾート ~ 最後のマジカル大戦 ~ | 일본어 | Color                          | -         | 1    | -        | 60             | 탁트 전기 タクト電機         | 1990/11/30 | B00005L3L1 |
| -       | 魔動王グランゾート 冒険編                 | 일본어 | Color                          | -         | 1    | -        | 110            | 탁트 전기 タクト電機         | 1992/09/25 | B00005L3LB |

### 게임
| 魔動王グランゾート SG | 횡 스크롤형 액션 게임 | NEC SuperGrapx | ?             | 1993/7/23? | B0000ZPTB0 |
| ブレイブサーガ 新章 アスタリア (브레이브사가 신장 아스타리아) | 전략 RPG(S.RPG)       | 게임보이 컬러  | 다카라 タカラ | 2001/1/26  | B000069S61 |
| ※《브레이브 사가 신장 아스타리아》에는 마동왕 그란조트 이외에도 다양한 선라이즈의 로봇 애니메이션이 등장합니다. 그 작품들의 목록은 이 문서 최하단의 틀을 참고하세요. |                       |                |               |            |            |

### 소설
저자는 히로이 오지(広井王子)와 레드 컴퍼니(レッドカンパニー)이다.
- 마동왕 그란조트1 ISBN 4-04-470301-9
- 마동왕 그란조트2 ISBN 4-04-470302-7
- 마동왕 그란조트3 ISBN 4-04-470303-5
- 마동왕 그란조트X 암흑의 소년 ISBN 4-04-470310-8
- 마동왕 그란조트Y 남쪽 바다의 마왕 ISBN 4-04-470311-6

## 번개전사 슈퍼 그랑죠

### 비디오 회차 목록
1기
| 화수 | 제목              |
| ---- | ----------------- |
| 01화 | 그랑죠의 탄생     |
| 02화 | 피닉스의 전설     |
| 03화 | 피닉스의 탄생     |
| 04화 | 포세이돈을 찾아서 |
| 05화 | 도둑 대 도둑      |
| 06화 | 포세이돈 발진     |

2기
| 화수         | 제목                   |
| ------------ | ---------------------- |
| 제01화       | 공룡은 내 친구         |
| 제02화       | 태양이 사라지고 있다   |
| 제03화       | 출발점에 돌아오다      |
| 제04화       | 에스더 공주를 찾아서   |
| 제05화       | 슈퍼는 강해            |
| 제06화       | 마왕제국에 돌아오다    |
| 제07화       | 불장난은 그만          |
| 제08화       | 천사의 노래            |
| 제09화       | 모쿠모쿠산에 부는 바람 |
| 제10화       | 불사조 날아오르다      |
| 제11화       | 매직파워               |
| 제12화       | 오렌다꽃의 비밀        |
| 제13화       | 얼음성의 비밀          |
| 제14화       | 웃기는 콤비            |
| 제15화       | 떳다! 떳다! 비행기     |
| 제16화       | 녹지않는 어름          |
| 제17화       | 달이 무거워진다        |
| 제18화       | 대마왕 출현            |
| 제19화       | 제롬이의 비밀          |
| 제20화[최종] | 결전의 날              |

### 만화
- 《마동왕 그란조트》（작화: 스즈키 노부히코(鈴木伸彦),원작: 히로이 오지(広井王子)）
프로그램 방영전에, 〈코로코로 코믹〉증간호（1989년슈퍼 신년 증간）에 게재된 프레코믹(pre-comic)이다. 서커스를 통해 만난 토끼와 함께 지구에 봉인된 그란조트를 찾는 내용으로, 소설판의 베이스가 되었다.

## 주제가
- 오프닝 테마「빛의 전사들」
- 작사: 아라키 토요히사/작곡: 타케카와 유키히데/편곡: 야마모토 켄지/노래: 스즈키 켄지
- 엔딩 테마「호로레츄츄파레로」
- 작사: 아라키 토요히사/작곡: 코스기 야스오/편곡: 야마모토 켄지/노래: 토쿠가키 토모코
- 주제곡
- 작사: 나성희/작곡: 마상원/노래: 김태연과 참세들

## 타이틀 제목
| 편수 | 일본의 TV판 제목                                              | 한국의 TV판 제목      | 등장 적 메카닉               |
| ---- | ------------------------------------------------------------- | --------------------- | ---------------------------- |
| 1    | 〈魔法の月から顔がでた!〉 (마법의 달에서 얼굴이 나타났다!)    | 그랑죠의 탄생!        | 헬메탈(양산형)               |
| 2    | 〈この弓 引くのはだーれ?〉 (이 활을 당기는건 누구?)           | 피닉스의 전설         | 사베이가 1호 /헬메탈(양산형) |
| 3    | 〈ガスくん 風にのる!〉 (가스군 바람을 타다!)                  | 피닉스의 탄생!        | 헬메탈(지휘관형)             |
| 4    | 〈コマを回せば三人目!〉 (팽이를 돌리면 세명째!)               | 포세이돈을 찾아서     | 메가록스 프로토타입          |
| 5    | 〈ドロボーにはドロボー!?〉 (도둑에게는 도둑으로?)             | 도둑 대 도둑          | 잔모스 1호                   |
| 6    | 〈一発勝負! 水上コマ回し〉 (일발승부! 물 위에 팽이를 돌려라)  | 포세이돈 발진!        | 프테란다 1호                 |
| 7    | 〈鏡よ鏡 どっちが早い?〉 (거울아 거울아 어느쪽이 빠르니?)     | 회오리 바람을 찾아서! | 트리플로스 1호               |
| 8    | 〈竜巻爺さんがんばる!〉 (회오리바람 할아버지 힘내라!)         | 마법사 이막           | 티라노쟈크 1호               |
| 9    | 〈初めまして! ラビルーナ〉 (처음 뵙겠습니다! 라비루나)        | 마왕제국              | 사베이가 2호                 |
| 10   | 〈森の秘密は何だ!〉 (숲의 비밀은 무엇인가!)                   | 숲의 비밀             | 잔모스 2호                   |
| 11   | 〈肝だめしってコワイ!〉 (담력 테스트는 무서워!)               | 용기의 돌             | 메가록스 1호                 |
| 12   | 〈これが噂のマジカルゴ?〉 (이것이 소문의 마지카르고?)         | 달팽이 매지칼고       | 트리플로스 2호               |
| 13   | 〈世界樹が 泣いている?〉 (세계수가 울고 있어?)                | 우는 나무             | 프테란다 2호                 |
| 14   | 〈笑ってよ! 世界樹さん〉 (웃어요! 세계수씨)                   | 생명의 나무를 구하라! | 메가록스 2호                 |
| 15   | 〈カメカメ島の大運動会〉 (거북거북섬의 대운동회)              | 거북이 경주           | 잔모스 3호                   |
| 16   | 〈のってうかんで大津波〉 (너무 너무한 거대 해일)              | 우키우키 섬           | 티라노쟈크 2호               |
| 17   | 〈キケンがグルグル!〉 (위험이 빙글빙글!)                      | 마왕족 후크           | 트리플로스 3호               |
| 18   | 〈みんな一緒に滝登り!〉 (모두 함께 폭포오르기!)               | 물기둥이 보인다!      | 사베이가 3호                 |
| 19   | 〈シャボン玉もぐった!〉 (비누방울 잠수하다!)                  | 비누거품의 정체       | 프테란다 II호                |
| 20   | 〈潮ふけやれふけ大鯨〉 (물을 내뿜어라 큰고래)                 | 고래를 구하라         | 와이버스트                   |
| 21   | 〈やってきました大昔〉 (도착했습니다 먼 옛날로)               | 전쟁과 평화           | 하비잔 /헬메탈(양산형)       |
| 22   | 〈恐竜君はぼくらの味方〉 (공룡은 우리 편)                     | 공룡마을              | 히드람 /헬메탈(양산형)       |
| 23   | 〈お日さまが消えてゆく〉 (햇님이 사라져 간다)                 | 함정                  | 어둠의 3사동왕               |
| 24   | 〈ふりだしにもどる!?〉 (출발점으로 돌아가다!?)                | 잠이 든 그랑죠        | 케르베다 1호                 |
| 25   | 〈かぐや姫をさがせ!〉 (카구야 공주를 찾아라!)                 | 마법왕관을 찾아서     | 미노타로스 1호               |
| 26   | 〈スーパーはつよい!〉 (슈퍼는 강해!)                          | 슈퍼 그랑죠의 탄생    | 와이버스트                   |
| 27   | 〈ただいま! ラビルーナ〉 (다녀왔습니다! 라비루나)             | 다시 라비루나로       | 유니카이져 1호               |
| 28   | 〈火あそびはタブー!〉 (불장난은 안돼!)                        | 횃불파는 소녀         | 잔베이가                     |
| 29   | 〈ぬいぐるみで歌おう!〉 (인형에게 노래를!)                    | 공룡 타마라           | 프테라플로스                 |
| 30   | 〈もくもく山に風が吹く!〉 (구름 덮인 산에 바람이 분다!)       | 바위치기              | 메가로쟈크                   |
| 31   | 〈ドラゴン親子の大変身〉 (드래곤 모자의 대 변신)              | 불사조                | 하비잔                       |
| 32   | 〈かき氷でスーイスイ!〉 (얼음 위에서 씽-씽!)                  | 참는 자는 복이 있나니 | 케르베다 2호                 |
| 33   | 〈この花はオレンダ!〉 (이 꽃은 오렌다!)                       | 천일화                | 유니카이져 2호               |
| 34   | 〈スベッたら大人!〉 (넘어지면 어른!)                          | 노인 마을             | 미노타로스 2호 /무사메탈     |
| 35   | 〈ふしぎコンビ行きます〉 (이상한 콤비 나갑니다)               | 재채기 마을           | 잔모스 4호                   |
| 36   | 〈手作りヒコーキ飛んだ!〉 (직접 만든 비행기가 날다!)          | 하늘을 날아라         | 사베이가 4호                 |
| 37   | 〈とけない氷の謎をとけ〉 (녹지 않은 얼음의 수수께끼를 녹여라) | 얼음 여왕             | 히드람 /무사메탈             |
| 38   | 〈ルナがおもーい!!〉 (루나가 무거워!!)                        | 힘을 잃은 거인        | 와이버스트 /무사메탈         |
| 39   | 〈おめざめ! 暗黒大邪神〉 (눈을 뜨다! 암흑대사신)              | 공포의 대마왕         | 암흑대사신                   |
| 40   | 〈はじめまして お母さん〉 (처음 뵙겠습니다! 어머니)           | 흑기사의 정체         | 암흑대사신                   |
| 41   | 〈ただいま お母さん〉 (다녀왔습니다! 어머니)                  | 평화를 찾아서         | 암흑대사신                   |

| 편수 | 제목                           | 등장 메카닉          |
| ---- | ------------------------------ | -------------------- |
| 1    | 〈전편〉(1990년8월2일 발매됨） | 사이클롭스 /기간티스 |
| 2    | 〈후편〉(1990년9월8일 발매됨） |                      |

| 편수 | 제목                                 |
| ---- | ------------------------------------ |
| 1    | 〈盗まれた魔動石〉 (도둑맞은 마동석) |
| 2    | 〈消えた魔動石〉 (사라진 마동석)     |
| 3    | 〈決戦! 大海賊!〉 (결전! 대해적!)    |

## 한국어판 성우진
비디오
- 이향숙 - 장민호
- 이진화 - 용
- 강미형 - 제롬
- 김준 - 데빌리우스
- 조동희 - 그랑죠, 아르가
- 손원일 - 그룬왈드

SBS
- 박영남 - 장민호
- 정미연 - 구리구리, 엘리, 포노, 마치
- 성선녀 - 메이 할머니
- 이선주 - 용
- 강미형 - 제롬
- 문관일 - 그랑죠, 사이저, 로빈훗, 흑기사 온도락, 오셀로
- 성유진 - 데빌리아(에느마), 제롬의 엄마
- 홍시호 - 데빌리우스(샤먼), 메그맨트, 하리밧카, 가마킷드, 노코기란, 프린스, 아이스번, 아이스바론
- 노민 - 마왕, 이막 할아버지, 가라파치노, 포세, 거울맨, 단바론, 나만즈, 크라겐, 다브, 튤립영주, 고리고리
- 이재명 - 싸이코 박사, 슈라켄, 니진스키 박사, 드라큘라, 도미노
- 곽대홍 - 데빌자이언츠(나브), 매직쿤

## 비디오 출시
1990년 張비디오프로덕션(이하 장프로덕션)이 캡틴비디오(슈퍼 코뿔소 코비 마스코트도 있다.)라는 브랜드로 번개전사 그랑죠라는 이름으로 비디오로 출시한 적이 있었다.